# Palazzo dell’Arengario

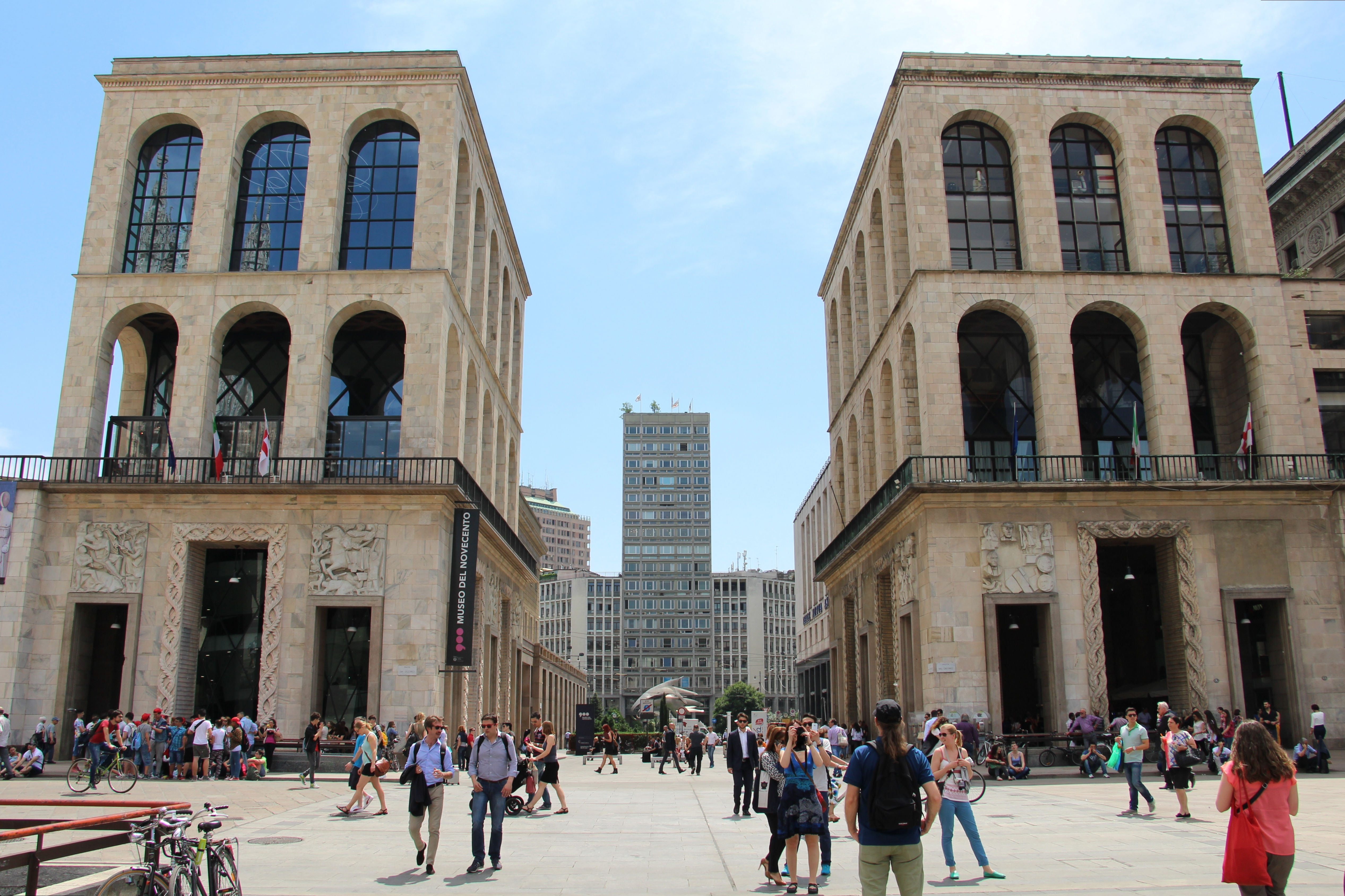
Der Palazzo im Mai 2013

Der Palazzo dell’Arengario ist ein Gebäude im Süden der Mailänder Piazza del Duomo. Er gilt als Zeugnis der faschistischen Architektur. Nach einem umfassenden Umbau des Innern von 2002 bis 2010 – Konzeption des Architekten Italo Rota – beherbergt es das Museo del Novecento.

## Geschichte
Bis 1936 stand auf dem Platz, wo sich der Palazzo befindet, ein Seitenflügel des Palazzo Reale, manica lunga (dt.: Langer Ärmel) genannt. Dieses wurde zugunsten einer Neustrukturierung des Platzes abgerissen. Bei dem Wettbewerb des Jahres 1937 für die Neugestaltung einer Versammlungshalle (= Arengo, daher der Name) wurden 29 Projekte eingereicht. Von den vier Projekten, die es in die nächste Auswahlrunde schafften, setzte sich das einer Mailänder Architektengruppe um Enrico Agostino Griffini, Pier Giulio Magistretti, Galmanini, Giovanni Muzio und Piero Portaluppi durch. Ihren monumental wirkenden Entwurf hatten sie in fünf Varianten eingereicht. Sie planten den Palazzo dell’Arengario aus zwei symmetrischen Gebäudeteilen zusammenzusetzen. Deren trennende Achse führt vom Ausgang der Galleria Vittorio Emanuele II über den Domplatz zur Piazza Diaz und bildet die Via Guglielmo Marconi.
Durch die Zweiteilung sollte der Eindruck eines Stadttores entstehen, da sich die Gegend um die Piazza Diaz zu einem Verwaltungszentrum entwickelte und somit eine Verbindung von der Piazza zum Stadtkern hergestellt werden konnte. Die Bauarbeiten begannen am 1. Februar 1939. Ehe diese abgeschlossen werden konnten, wurde der Palazzo während des Bombardements Mailands im Zweiten Weltkrieg beschädigt. 1947 wurden die Bauarbeiten wieder aufgenommen und 1956 beendet. Das Gebäude beherbergte nunmehr im linken Teil die regionale Tourismusorganisation (Ente Provinciale del Turismo) und rechts den Consiglio di Zona der Altstadt sowie weitere öffentliche Institutionen. Der linke Gebäudeteil gilt als der eigentliche Arengario.

## Architektur
Das dreistöckige Gebäude ist mit Candoglia-Marmor verkleidet. Beide Gebäudeteile verfügen über eine Art Portikus, dessen Dach als Balkon der zweiten Etage dient. Der Balkon des linken Gebäudeteiles ist über eine an der Ostseite befindliche Freitreppe zugänglich und hätte Benito Mussolini zum Halten von Reden dienen sollen. Das für den faschistischen Stil typische, spärliche Dekor am Portikus wurde von Arturo Martini geschaffen. Die Fensterreihen der beiden oberen Etagen ist Arkaden nachempfunden.

## Museo del Novecento
Das 2010 eröffnete Museum Museo del Novecento widmet sich der Kunst des 20. Jahrhunderts. Es übernahm die Bestände des früheren Civico Museo d'Arte Contemporanea (CIMAC) (bis 1998), das sich im zweiten Stock des Palazzo Reale befand.